# Apterona valvata
Apterona valvata is een vlinder uit de familie zakjesdragers (Psychidae). De wetenschappelijke naam van deze soort is voor het eerst geldig gepubliceerd in 1871 door Gerstaecker.